# Madison Museum of Contemporary Art
Le Madison Museum of Contemporary Art (MMoCA), anciennement connu sous le nom de Madison Art Center, est un musée indépendant, non-lucratif situé à Madison, dans le Wisconsin aux États-Unis.
Le MMoCA est dédié à la collection, la conservation et l'exposition d'œuvres d'art contemporain. Il a pour mission d'éduquer et d'inspirer à travers des expositions permanentes en constante évolution, des expositions temporaires, ainsi que la production de documentaires et de programmes éducatifs liés à l'art.
Le musée a ouvert ses portes le 23 avril 2006 dans un bâtiment mitoyen de celui du Overture Center for the Arts (en), les deux ayant été imaginés par l'architecte argentin César Pelli.